# Caryocar brasiliense
ll pequì (Caryocar brasiliense A.St.-Hil., 1828), chiamato anche piqui, piquiá o pequiá (pyqui in Tupi-Guarani, py: pelle, qui: spine, ovvero "pelle con spine") è un albero della famiglia Caryocaraceae, nativo del cerrado brasiliano, il cui frutto è molto utilizzato nelle preparazioni alimentari della cucina sertaneja.

## Descrizione

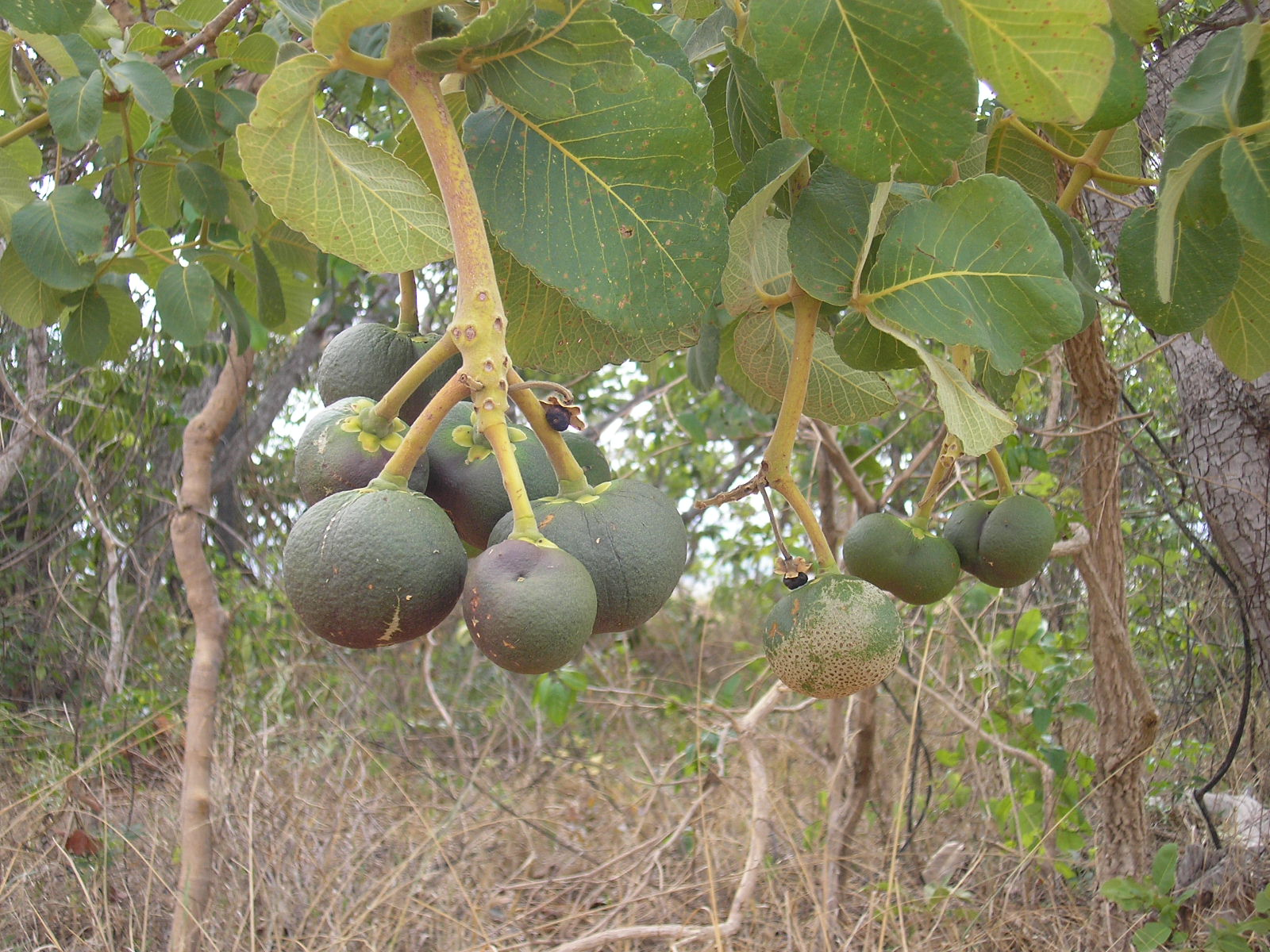
Frutti in maturazione

L'albero di pequi cresce fino a 10 m di altezza.
Le sue foglie sono larghe, coriacee, pelose e palmate, con tre fogliette ciascuna.
Diversamente da molte altre specie del cerrado, fiorisce nell'epoca secca, tra luglio e settembre. I fiori bianco-giallastri sono ermafroditi e presentano molti stami; frequentemente si trovano un paio di dozzine di fiori per ogni infiorescenza.
I frutti inizialmente presentano una colorazione violetta scura, che si evolve in verde oliva e infine verde a chiazze. I frutti maturi hanno la dimensione di un arancio e assomigliano al mangosteen (un altro lontano parente membro delle Malpighiales) per il fatto di avere la polpa del pericarpo divisa in 1-4 sezioni.
Sia il mesocarpo, sia il seme, sono commestibili per l'uomo e per molti animali inclusi i carnivori quali il caracarà testagialla (Milvago chimachima).

### Varietà
La differenziazione varietale è notevole: le varietà presenti nel cerrado facilmente presentano un solo blocco di polpa con semente, mentre le varietà amazzoniche presentano frutti molto maggiore in dimensioni, che contengono 3-4 noccioli, con colorazione che varia dal giallo al bianco e in alcune piante sono assenti le spine. Sotto la pelle, i frutti hanno la polpa giallo intenso, con un fortissimo sapore e un aroma che ricorda allo stesso momento il dolce, la fruttato e un odore di formaggio; questo è causato dai numero di esteri etilici volatili che contiene. Al'interno del mesocarpo si trova un seme, di colore debole e contenuto in un guscio nerastro coperto di spine legnose e sottili, anche se in natura si trovano alcuni individui senza spine.

## Biologia
La impollinazione è effettuata principalmente dai pipistrelli e questo significa che i fiori non hanno un odore piacevole, ma piuttosto che producono copiosamente il nettare. I fiori si aprono di sera e producono il nettare di notte, fino al mattino presto. Ogni notte, il nettare prodotto al mattino è quello che contiene più zuccheri, ma si produce in quantità minori. Le falene, le vespe notturne e le formiche visitano i fiori di notte; le prime due possono avere un ruolo minore nella impollinazione. Durante il giorno, i fiori sono visitati dalle api e dalle vespe, che si nutrono con il polline. Dal tramonto fino al termine della produzione del nettare, anche i colibrì visitano i fiori.

### Importanza ecologica
Vista l'importanza che hanno queste piante per l'alimentazione dei pipistrelli e il loro ruolo fondamentale nell'impollinazione, la scomparsa delle zone occupate dalla flora originale possono aver degli effetti negativi a lungo termine anche sulla produzione di frutti diversi dalla C. brasiliense. Questo è vero per altri impollinatori indigeni quali la Melipona quadrifasciata e la Scaptotrigona postica, dato che utilizzano le piante di pequi per la costruzione dei nidi nei buchi del tronco. Preservare l'habitat degli impollinatori è probabilmente decisivo per garantirsi gli alti rendimenti di frutti ricercati e altri prodotti.

## Distribuzione e habitat
Si trova comunemente nel Brasile centrale, nell'habitat del cerrado dal Pará meridionale fino al Paraná, in Bolivia e al nord del Paraguay.

## Usi
La polpa e l'olio di pequì ottenuto dal seme sono i prodotti più ricercati per il consumo umano diretto.
Quasi ogni parte della pianta è utilizzabile, sia per usi alimentari, sia per uso medicinale e per la costruzione. Il pequi occupa un posto importante nella cultura delle popolazioni originale del cerrado. Tradizionalmente, gli alberi di pequi sono piantati intorno al villaggio, i semi hanno bisogno di molto tempo per germinare così che le nuove piante devono essere seminate di continuo, per non avere interruzioni nella produzione. La richiesta del frutto è aumentata negli ultimi decenni, mentre l'habitat è sottoposto a uno stress sempre maggiore che minaccia la disponibilità del prodotto. Uno studio locale riporta:"Il pequi è il simbolo più evidente della destrutturazione dell'economia. Il pequi è generalmente consumato dalle popolazioni del cerrado ed è profondamente radicato nella cultura e nella cucina della regione. Per i Mineiros, gli abitanti del cerrado del Minas Gerais, il pequi non appartiene a nessuno, perché di tutti. Quindi, conservano l'abitudine ancestrale di raccoglierne in qualunque posto, sia la terra pubblica o privata, recintata o no, dato che il pequi è sempre stato accessibile a chiunque nella società tradizionale."
Dell'osso di questo frutto viene estratto il 50% di olio vegetale, che ha una composizione chimica adatta per la produzione di biodiesel.